# Claude Rossi
Claude Rossi (22 de dezembro de 1937) é um iatista monegasco. Participou dos Jogos Olímpicos de Verão de 1976, mas não ganhou medalhas.